# Phöbus FC
Phöbus FC – węgierski klub piłkarski z siedzibą w Budapeszcie działający w latach 1932–1950.

## Historia

### Chronologia nazw
- 1932: Phöbus FC
- 1939: Phőbus Sportegyesület
- 1950: klub został przyłączony do Elektromos SE i przestał istnieć

## Osiągnięcia
- W lidze (6 sezonów na 109) : 1933/34-1938/39